# Cucullia malagassa
Cucullia malagassa är en fjärilsart som beskrevs av Pierre E.L. Viette 1957. Cucullia malagassa ingår i släktet Cucullia och familjen nattflyn. Inga underarter finns listade i Catalogue of Life.